# 朗夫鲁瓦库尔
朗夫鲁瓦库尔（法語：Lanfroicourt，法語發音：[lɑ̃fʁwakuʁ]）是法国默尔特-摩泽尔省的一个市镇，位于该省南部，属于南锡区。

## 地理
朗夫鲁瓦库尔（48°48'36"N, 6°19'50"E）面积6.19 平方千米，位于法国大東部大區默尔特-摩泽尔省，该省份为法国东北部内陆省份，是洛林的一部分，北邻比利时、卢森堡，北起顺时针与摩泽尔省、下莱茵省、孚日省和默兹省接壤。
与朗夫鲁瓦库尔接壤的市镇（或旧市镇、城区）包括：塞耶河畔阿邦库尔、马努埃、阿尔莫库尔、塞耶河畔贝、布克西耶尔欧谢讷。

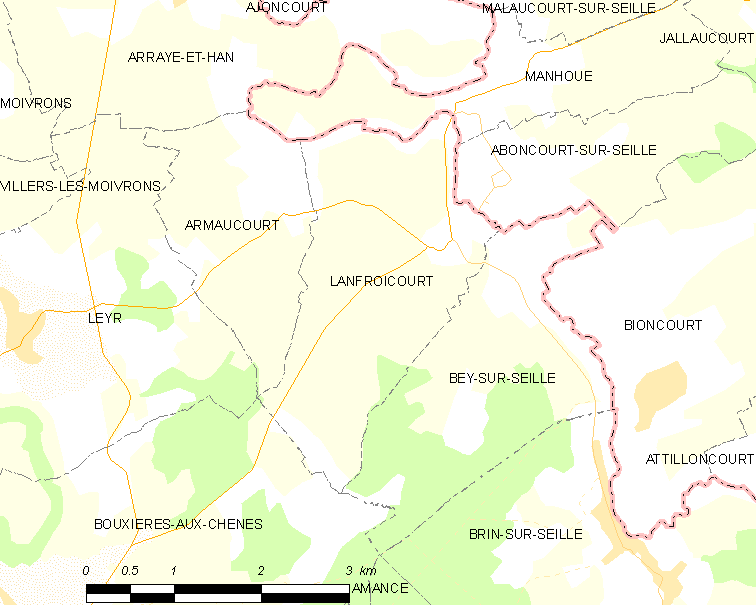
朗夫鲁瓦库尔的OSM定位图

朗夫鲁瓦库尔的时区为UTC+01:00、UTC+02:00（夏令时）。

## 行政
朗夫鲁瓦库尔的邮政编码为54760，INSEE市镇编码为54301。

## 政治
朗夫鲁瓦库尔所属的省级选区为塞耶-默尔特河间县。

## 人口

1962-2008年间朗夫鲁瓦库尔人口变化图示

朗夫鲁瓦库尔于2022年1月1日时的人口数量为130人。